# Meinhövel (Adelsgeschlecht)

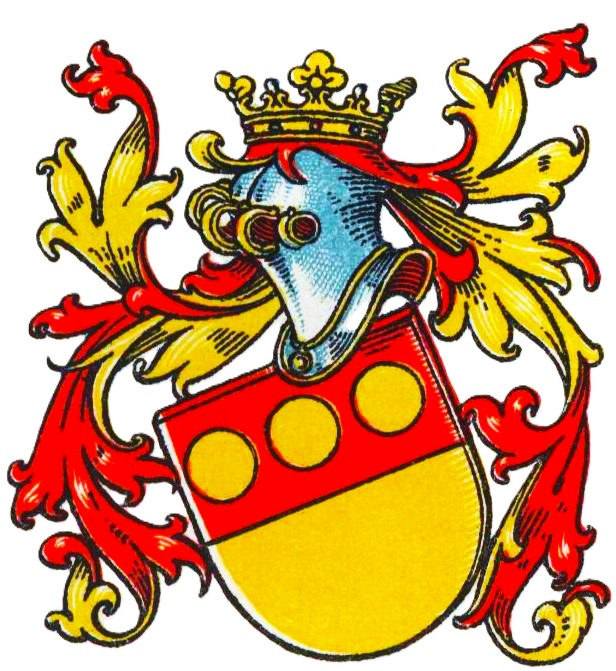
Wappen derer von Meinhövel im Wappenbuch des Westfälischen Adels

Meinhövel (auch Bevern, Werne, Davensberg oder Botzlar nach ihrer anderen Burgsitzen) ist der Name eines erloschenen westfälischen Dynastengeschlechts.

## Geschichte
Das ursprünglich edelfreie Geschlecht hatte seinen namensgebenden Stammsitz auf Burg Meinhövel im heutigen Nordkirchen. In älterer Literatur wird ein Hermann I., Sohn von Ethelhard und Bruder von Albion, als Erbauer der Burg Meinhövel vermutet. Dieser Hermann I. soll als Heerführer der Sachsen gegen Karl den Großen 789 bei Harstatt gefallen und mit Asta, der Schwester des norwegischen Königs, verheiratet gewesen sein.
Die Herren von Meinhövel besaßen umfangreiche Güter in Davensberg (Burg Davensberg), Selm (Burg Botzlar), Werne (Burg Werne) und Nordkirchen, ihrem Stammsitz. Sie stellten die Vizevögte der Grafen von Tecklenburg, die zusammen mit den Grafen von Geldern der Stiftsvogtei von Mimigernaford vorstanden. Während der ersten Hälfte des 13. Jahrhunderts gerieten sie mit dem münsterschen Landesherrn Ludolf von Holte in Konflikt. Am 27. Juni 1242 unterlagen die Meinhöveler und ihre Verbündeten in der Schlacht bei Ermen bei Lüdinghausen den fürstbischöflichen Truppen. Vermutlich wurde Burg Meinhövel im Anschluss an diese Niederlage zerstört. Bei der Schlacht sollen die Söhne der Witwe von Meinhövel ums Leben gekommen sein.

## Stammfolge
1139 erscheinen Rodolphus de Menhuuele. Ludolphus frater eius. Lubertus de Beuerne in einer Urkunde des Münsteraner Bischofs Werner von Steußlingen unter den münsterischen Ministerialen. Aus demselben Jahr ist eine weitere Urkunde von Bischof Werner überliefert, in der Ludbertus de Wernen. et filius Ludolfus als Zeugen auftreten. Anton Fahne berichtet folgende weitere Stammfolge:
- N. N. von Meinhövel ⚭ N. N.
  - Rudolphus de Menhovele (urkundlich 1163,[10] 1174, 1175)
    - Liutbert von Meinhövel (urkundlich 1175–1177)
    - Hugo von Meinhövel (urkundlich 1175–1178)
    - Bernard von Meinhövel (urkundlich 1175–1189), Herr zu Meinhövel und Davensberg, ⚭ N. N.
      - Bernard von Meinhövel (urkundlich 1227, 1246, 1268 von Adelhövel)
      - Friedrich von Meinhövel und von Botzlar (urkundlich 1227, 1245, 1255) ⚭ N. N.
        - Rudolf von Meinhövel und Botzlar (urkundlich 1256, 1270, 1282), Ritter, ⚭ Bertha (urkundlich 1250–1270), kinderlos
        - Friedrich (1270 bereits verstorben), Ritter
        - Hermann (urkundlich 1255–1270), Kanoniker in Münster
        - Gottfried von Meinhövel und Botzlar (urkundlich 1270, 1280, 1295), verkaufte 1282 Burg und Gut Botzlar, Hof Selm etc., ⚭ Sophia (urkundlich 1280, 1295)
          - Margaretha von Meinhövel, Erbin zu Meinhövel, Botzlar etc. (urkundlich 1280, 1295), ⚭ Hermann von Münster, Ritter, ihm verpfändete der Münsteraner Bischof 1315 den Hof Botzlar

      - Hermann von Meinhövel genannt von Davensberg (urkundlich 1227, 1246), Ritter, ⚭ Adelheid (urkundlich 1238)
        - Friedrich (urkundlich 1270)
        - Hermann von Davensberg (urkundlich 1267, 1274) ⚭ Gertrud (urkundlich 1267, 1274)
          - Bernard (urkundlich 1267, 1301), Ritter
          - Friedrich (urkundlich 1267, 1274), Ritter
          - Hermann von Davensberg (urkundlich 1274, 1301), Ritter, ⚭ N. N.
            - Hermann von Davensberg (urkundlich 1299, 1318), ⚭ Aleydis (urkundlich 1299)
              - Ritese (urkundlich 1299)
              - Gerburgis (urkundlich 1299), Erbin zu Davensberg, ⚭ vor 1322 Bertold VIII. von Büren († 1338), westfälischer Marschall, Eltern von Bertold von Büren
              - Lucke (urkundlich 1299)

            - Bernard (urkundlich 1328)
            - Friedrich (urkundlich 1328)

    - Wetzelo von Meinhövel (urkundlich 1175)

  - Ludolphus de Wernen (urkundlich 1163, 1174, 1175)

## Zweig Bevern
Von den Edelherren von Meinhövel zweigten sich die Herren von Bevern ab. Der Erste der Familie, der den Namen Bevern führte, war der 1139 erwähnte Ludbert von Meinhövel (* um 1075), Sohn von Hermann von Meinhövel (de Dulle). Er wird angenommen, dass Ludbert den Ort Ostbevern zur Beendung der jahrhundertelangen Auseinandersetzungen mit dem Hochstift Münster als erbliches Lehen erhalten hatte, ausgestattet unter anderem mit einer eigenen Gerichtsbarkeit (Patrimonialgericht). Die von Bevern waren bis in das 17. Jahrhundert hinein eine der bedeutendsten Adelsfamilien Westfalens. Der verbliebene Besitz der Herren von Bevern gelangte später durch Heirat an die Familien Schencking und Droste zu Vischering. Das Richteramt in Ostbevern wurde noch bis 1809 durch die Herren von Bevern ausgeübt.

## Zweig Werne
Ebenfalls in der ersten Hälfte des 12. Jahrhunderts spaltete sich ein weiterer Zweig ab, der sich nach einem einträglichen bischöflichen Schultenamt in Werne nannte. Die ersten Personen, die mit diesem Namen erscheinen, sind die oben bereits erwähnten 1139 auftretenden Ludbert und sein Sohn Ludolf. 1174 erscheint ein Ludolf von Werne als Bruder des Rudolf von Meinhövel. Eberhard von Werne war 1170–1189 Schulte zu Werne. Die Familie hatte einen Sitz in einem Patrizierhaus in der Stadt Werne gelegen in der heutigen Straße „Am Steinhaus“ sowie ein bischöfliches Burglehen außerhalb der Stadt. 1315 wurde Otto von Werne mit Haus Rünthe in Bergkamen-Rünthe belehnt. 1360 kam durch Heirat der Johanna von Bögge mit Wilhelm von Werne auch Haus Raffenberg an die Werner, auf dem sie noch bis 1822 lebten. Haus Hölting in Werne-Schmintrup gehörte der Familie 1375–1545. Judith von Werne war 1669 Äbtissin im Nordenstift Hamm. 2014 existierte der Familienzweig noch immer.

## Wappen
Blasonierung des Wappens derer von Meinhövel: Gold mit rotem Schildhaupt, darin drei goldene Brakteaten balkenweise gestellt. Der gekrönte Helm mit rot-goldenen Helmdecken.
Die Linie zu Davensberg führte ein identisches Wappen. Die ca. 100 Jahre früher abgespaltenen Zweige Werne und Bevern jedoch andere: Der Werne-Zweig in Gold einen schwarzen Eberkopf, der Bevern-Zweig in Gold zwei rote Zickzackbalken.

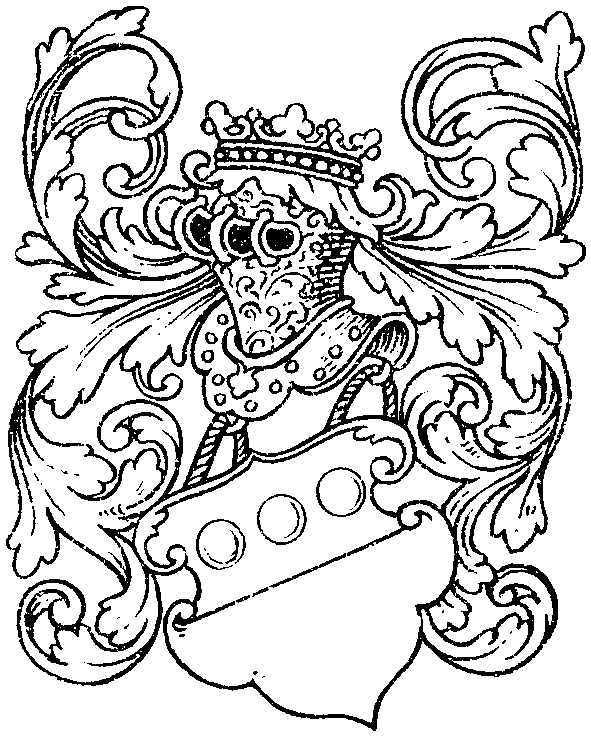
Wappen derer von Davensberg (Daverenberg) im Wappenbuch des Westfälischen Adels
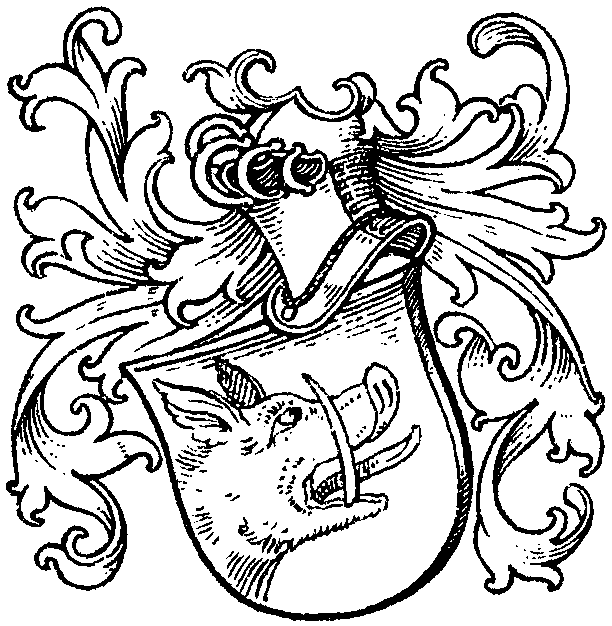
Wappen derer von Werne im Wappenbuch des Westfälischen Adels (dort falsch unter „Wrede“)
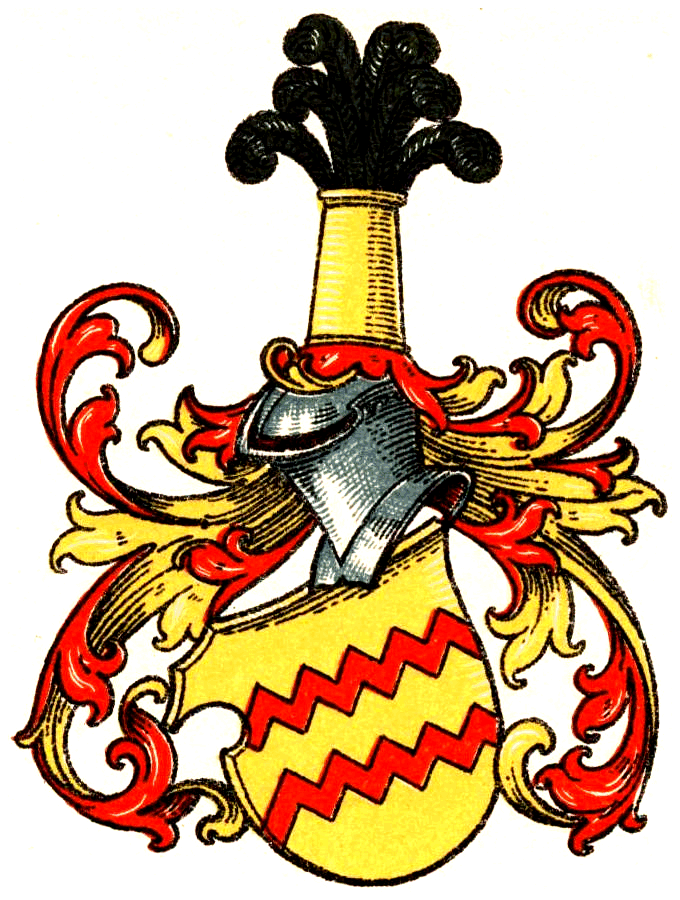
Wappen derer von Bevern im Wappenbuch des Westfälischen Adels

Es besteht eine enge Wappenverwandtschaft zwischen den Meinhövel, den Münster, den Voghet und den von Ascheberg, eine fernere mit den Vögten von Warendorf und den von Vernhove. Das Wappen der Letzteren wurde von Freckenhorst als Ortswappen angenommen.

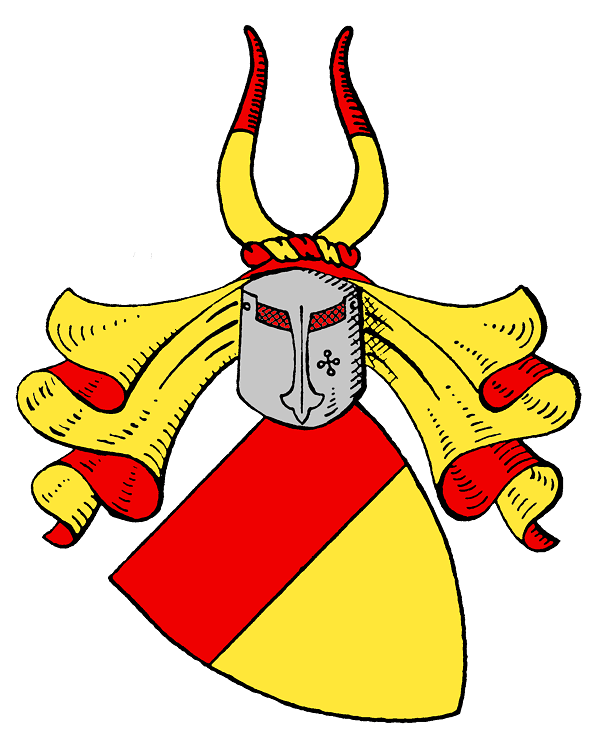
Stammwappen derer von Münster
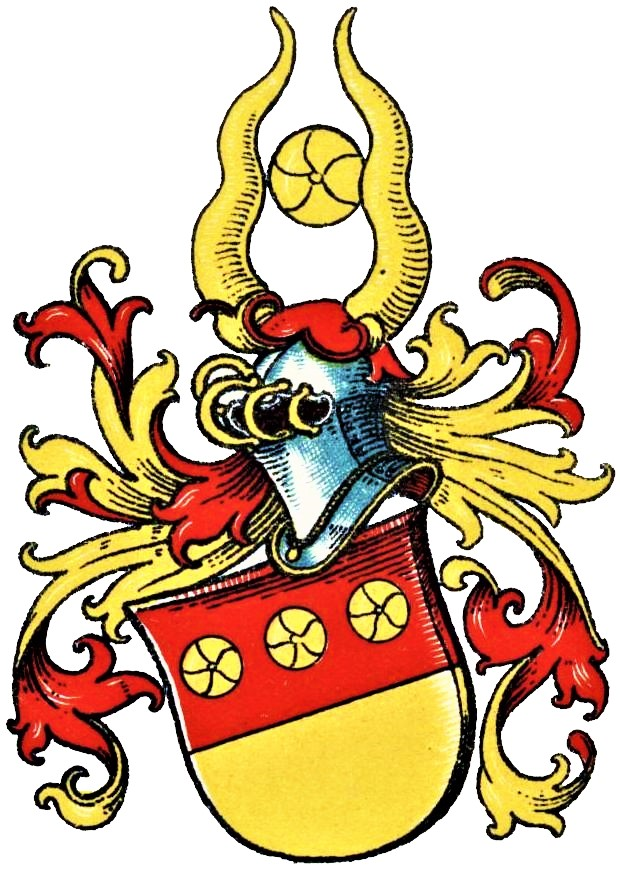
Wappen der von Voghet im Wappenbuch des Westfälischen Adels
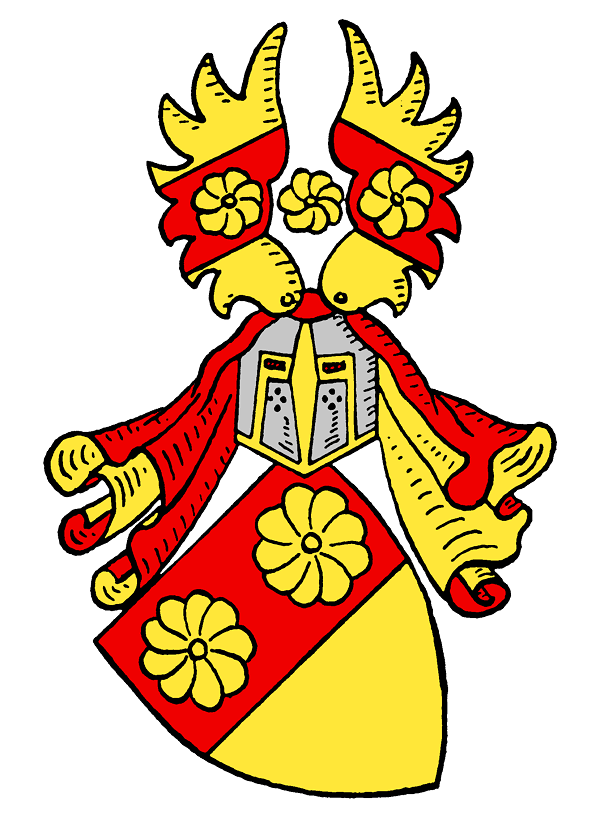
Wappen derer von Ascheberg
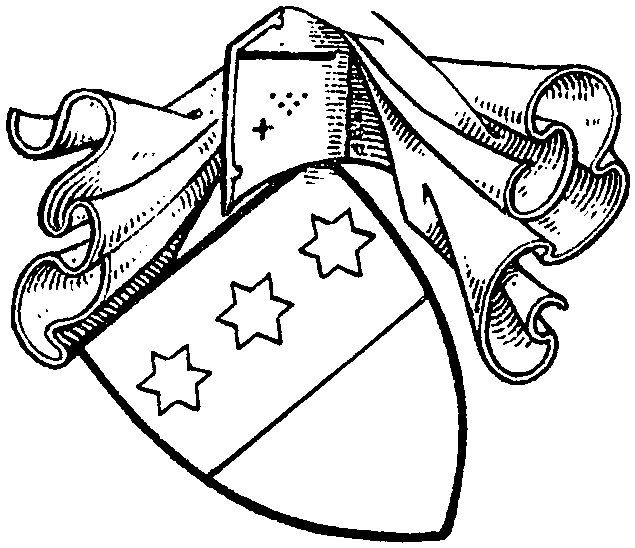
Wappen der Vögte von Warendorf im Wappenbuch des Westfälischen Adels
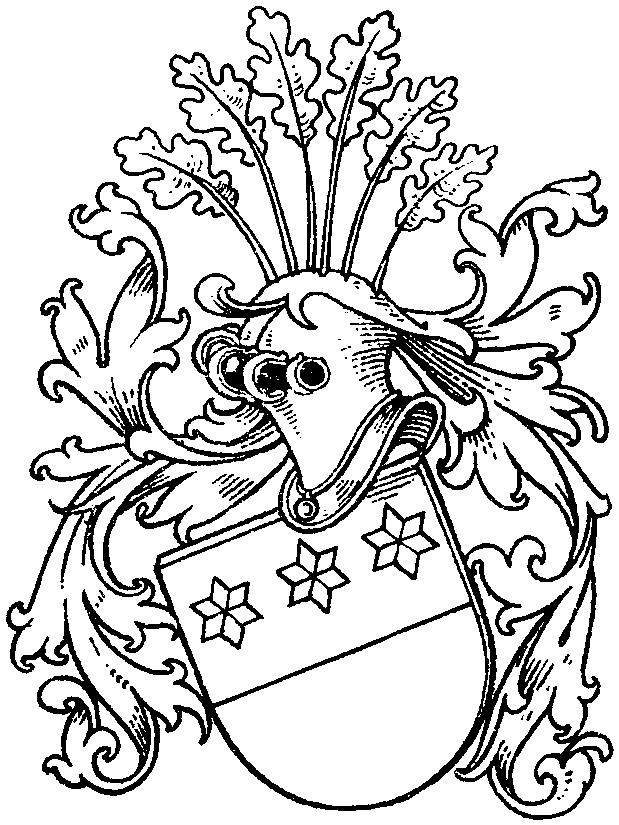
Wappen derer von Vernhove im Wappenbuch des Westfälischen Adels
Wappen von Freckenhorst